# MTV Europe Music Award za nejlepší píseň
MTV Europe Music Award za nejlepší píseň je hlavní cena EMA. Poprvé byla udělena v roce 1994, kdy to vyhrála píseň "7 Seconds" a od té doby je udělována každoročně. Lady Gaga a P!nk jsou zatím držitelky nejvíce cen této kategorie a to dvou. V roce 2007 a 2008 se kategorie přejmenovala na Nejvíce návyková skladba, ale v roce 2009 se zase jmenovala Nejlepší píseň.

## 1994 - 1999
| Rok  | Vítěz                                         | Nominovaní | Ref   |
| ---- | --------------------------------------------- | --- | ----- |
| 1994 | / Youssou N’Dour a Neneh Cherry — "7 Seconds" | - Aerosmith — "Cryin'" - Beck — "Loser" - Björk — "Big Time Sensuality" - Blur — "Girls & Boys"                                          | [ 1 ] |
| 1995 | The Cranberries — "Zombie"                    | - Michael Jackson — "You Are Not Alone" - The Offspring — "Self Esteem" - Seal — "Kiss from a Rose" - TLC — "Waterfalls"                 | [ 2 ] |
| 1996 | Oasis — "Wonderwall"                          | - The Fugees — "Killing Me Softly" - Garbage — "Stupid Girl" - Alanis Morissette — "Ironic" - Pulp — "Disco 2000"                        | [ 3 ] |
| 1997 | Hanson — "Mmmbop"                             | - The Cardigans — "Lovefool" - Puff Daddy a Faith Evans — "I'll Be Missing You" - No Doubt — "Don't Speak" - Will Smith — "Men In Black" | [ 4 ] |
| 1998 | Natalie Imbruglia — "Torn"                    | - All Saints — "Never Ever" - Cornershop — "Brimful Of Asha" - Savage Garden — "Truly Madly Deeply" - Robbie Williams — "Angels"         | [ 5 ] |
| 1999 | Britney Spears — "...Baby One More Time"      | - Backstreet Boys — "I Want It That Way" - Madonna — "Beautiful Stranger" - / George Michael s Mary J. Blige — "As" - TLC — "No Scrubs"  | [ 6 ] |

## 2000 - 2009
| Rok   | Vítěz                          | Nominovaní | Ref    |
| ----- | ------------------------------ | --- | ------ |
| 2000  | Robbie Williams — "Rock DJ"    | - / Melanie C a Lisa "Left-Eye" Lopes — "Never Be the Same Again" - Madonna — "Music" - Sonique — "It Feels So Good" - Britney Spears — "Oops!... I Did It Again"                          | [ 7 ]  |
| 2001  | Gorillaz — "Clint Eastwood"    | - Christina Aguilera, Lil' Kim, Mýa a P!nk — "Lady Marmalade" - Crazy Town — "Butterfly" - Destiny's Child — "Survivor" - / Eminem (společně s Dido) — "Stan"                              | [ 8 ]  |
| 2002  | P!nk — "Get the Party Started" | - Enrique Iglesias — "Hero" - Nelly — "Hot In Herre" - Nickelback — "How You Remind Me" - Shakira — "Whenever, Wherever"                                                                   | [ 9 ]  |
| 2003  | Beyoncé — "Crazy in Love"      | - Christina Aguilera — "Beautiful" - Evanescence — "Bring Me To Life" - Sean Paul — "Get Busy" - Justin Timberlake — "Cry Me A River"                                                      | [ 10 ] |
| 2004  | Outkast — "Hey Ya!"            | - Anastacia — "Left Outside Alone" - Maroon 5 — "This Love" - Britney Spears — "Toxic" - Usher (společně s Lil' Jon a Ludacris) — "Yeah!"                                                  | [ 11 ] |
| 2005  | Coldplay — "Speed of Sound"    | - James Blunt — "You're Beautiful" - The Chemical Brothers — "Galvanize" - Gorillaz — "Feel Good Inc." - Snoop Dogg (společně s Justin Timberlake a Charlie Wilson) — "Signs"              | [ 12 ] |
| 2006  | Gnarls Barkley — "Crazy"       | - Nelly Furtado — "Maneater" - Red Hot Chili Peppers — "Dani California" - Rihanna — "SOS" - / Shakira (společně s Wyclef Jean) — "Hips Don't Lie"                                         | [ 13 ] |
| 2007* | Avril Lavigne — "Girlfriend"   | - / Beyoncé a Shakira — "Beautiful Liar" - Nelly Furtado — "All Good Things (Come To An End)" - Mika — "Grace Kelly" - / Rihanna (společně s Jay-Z) — "Umbrella" - Amy Winehouse — "Rehab" | [ 14 ] |
| 2008* | P!nk — "So What"               | - Coldplay — "Viva la Vida" - Duffy — "Mercy" - Kid Rock — "All Summer Long" - Katy Perry — "I Kissed a Girl"                                                                              | [ 15 ] |
| 2009  | Beyoncé — "Halo"               | - The Black Eyed Peas — "I Gotta Feeling" - / David Guetta (společně s Kelly Rowland) — "When Love Takes Over" - Kings of Leon — "Use Somebody" - Lady Gaga — "Poker Face"                 | [ 16 ] |

(*) - Kategorie nesla jméno Nejvíce návyková skladba

## 2010 - 2019
| Rok  | Vítěz                                 | Nominovaní | Ref    |
| ---- | ------------------------------------- | --- | ------ |
| 2010 | Lady Gaga — "Bad Romance"             | - / Eminem (featuring Rihanna) — "Love the Way You Lie" - Katy Perry (společně se Snoop Dogg) — "California Gurls" - Rihanna — "Rude Boy" - Usher (společně s will.i.am) — "OMG"                                                        | [ 17 ] |
| 2011 | Lady Gaga — "Born This Way"           | - Adele — "Rolling in the Deep" - Bruno Mars — "Grenade" - Jennifer Lopez (společně s Pitbullem) — "On the Floor" - Katy Perry — "Firework"                                                                                             | [ 18 ] |
| 2012 | Carly Rae Jepsenová — "Call Me Maybe" | - Fun (společně s Janelle Monáe) — "We Are Young" - / Gotye (společně s Kimbra) — "Somebody That I Used to Know" - Pitbull (společně s Chrisem Brownem) — "International Love" - / Rihanna (společně s Calvin Harris) — "We Found Love" | [ 19 ] |